# This Is It (tournée)
 (janvier 2011).
Si vous disposez d'ouvrages ou d'articles de référence ou si vous connaissez des sites web de qualité traitant du thème abordé ici, merci de compléter l'article en donnant les références utiles à sa vérifiabilité et en les liant à la section « Notes et références ».
Pour les articles homonymes, voir This Is It.
Tournées par Michael Jackson
HIStory World Tour
(1996-1997)
This Is It était un spectacle en résidence planifié de 50 concerts du chanteur Michael Jackson prévus à l'O2 Arena de Londres (Royaume-Uni) du 13 juillet 2009 au 6 mars 2010. Ce spectacle fut annulé à la suite du décès de l'artiste survenu le 25 juin 2009.

## Contexte
Le spectacle en résidence This Is It, que l'on pourrait traduire par « C'est terminé », a été annoncé le 5 mars 2009 à Londres lors d'une conférence de presse donnée par Michael Jackson et durant laquelle il affirmait que ces concerts allaient être les derniers de sa carrière dans cette même ville.
This Is It aurait dû être le grand retour sur scène de Michael Jackson depuis les deux concerts Michael Jackson - 30th Anniversary Celebration de 2001.
Au départ, seulement dix concerts étaient prévus à Londres, avant d'entamer une éventuelle tournée mondiale sur une durée plus longue. Cependant, au vu de l'immense succès des pré-ventes, ce furent cinquante concerts qui seront imposés à Michael Jackson par le promoteur AEG Live (à raison de 23 000 spectateurs par concert) du 13 juillet 2009 au 6 mars 2010, malgré l'avis contraire de l'artiste (cf. le paragraphe "Dates"),. La vente des billets pour ces concerts fut la plus rapide de l’histoire de la musique.
Le premier spectacle devait avoir lieu le 8 juillet 2009, mais le 11 mai, il est annoncé qu'il serait décalé au 13 juillet. Des rumeurs faisaient même état d'un report ou d'une annulation de concerts, Michael Jackson n'étant pas prêt à assurer immédiatement cinquante spectacles, suscitant le scepticisme et l’angoisse parmi certains de ses proches. L’ancien attaché de presse de la famille Jackson, Arthur Phoenix, déclarait ainsi : « À mon avis, il ne va rien se passer. Je pense que dix concerts ont d’abord été prévus et que les ventes ont été si rapides que quarante autres ont ensuite été ajoutés. Mais, Michael n’est pas prêt, ni mentalement, ni physiquement.
Lou Ferrigno, ami de longue date et préparateur physique du chanteur, admet qu'il aurait fallu plus de temps de préparation à Michael Jackson afin d'être prêt à remonter sur scène. Par ailleurs, pour l'ancien culturiste, le stress et la pression mis sur le chanteur pour cette tournée ont fortement contribué à dégrader sa santé (perte de poids, manque de sommeil) ; les longues et nombreuses répétitions lors des dernières semaines, notamment au Staples Center de Los Angeles, étaient éreintantes.
De ces répétitions au Staples Center est tiré le film documentaire musical Michael Jackson's This Is It sorti le 28 octobre 2009. Mais le concert fut annulé à cause du décès de Michael Jackson.

## Faits divers
- Selon Kenny Ortega, Michael Jackson se retirait souvent des répétitions pour aller écrire de la musique qui lui venait de Dieu selon ses dires.
- Durant les répétitions, Michael Jackson ne cessait de déclarer à sa conseillère spirituelle June Gatlin que son nouveau manager, le docteur Thome, l'effrayait et il craignait qu'il ne l'oblige à faire des choses dont il n'était plus capable. De plus, il déclara remarquer qu'il l'éloignait de sa famille et de ses proches.
- Michael Jackson voulait faire une surprise à son public en interprétant sa toute dernière chanson, Best of Joy, qu'il avait écrit en mars 2009 à Londres et enregistré en avril, mais elle ne fut pas répétée ni inscrite dans la programmation.
- Les images des répétitions des choristes dans le film documentaire musical Michael Jackson's This Is It montrent que le titre Stranger in Moscow a été travaillé, mais il ne fut pas inclus en fin de compte dans la programmation.
- Au départ, seulement dix concerts à Londres à l'été 2009 étaient prévus, mais, à partir de la journée des pré-ventes le 11 mars 2009, des dizaines de dates ont été rajoutées au compte-gouttes. Le 12 mars, les pré-ventes se sont terminées, quarante-cinq dates étaient alors prévues, avec toutes les places vendues. Il a alors été annoncé que cinq nouvelles dates seraient rajoutées le lendemain, pour les ventes générales du 13 mars 2009, soit un total de 50 concerts s'étalant de juillet à septembre 2009 et de janvier à février 2010[8]. Toutefois, Michael Jackson n'avait signé que pour 10 concerts, comme sa famille en témoigne, et les 40 autres dates auraient juridiquement pu être annulées.
- Michael Jackson fera d'ailleurs une déclaration à ce sujet : "Je ne sais pas comment je vais pouvoir le faire, aurait-t-il déclaré. Je ne mange pas beaucoup, il va falloir que je prenne du poids. Je suis vraiment en colère contre eux. Je voulais donner dix concerts à Londres puis partir en tournée, et non pas en faire 50 dans une même ville !"[9]
- Il était également prévu que le spectacle This Is It puisse par la suite faire le tour du monde afin de satisfaire les fans du monde entier. Ainsi, le producteur de concerts Gérard Drouot a été pressenti par AEG Live pour organiser des concerts de Michael Jackson à Paris. Ils auraient pu avoir lieu au Palais omnisports de Paris-Bercy pendant un mois, à raison de cinq concerts par semaine, en août et septembre 2010[10].
- Il était prévu que Michael Jackson répète pour les titres : Remember the Time, Girlfriend et One Day in Your Life, mais ces titres ont finalement été retirés du programme pour des raisons inconnues.
- Des rumeurs disent qu'à certaines dates, le titre Bad aurait pu être interprété par le chanteur après Who Is It. Cependant, cette rumeur n'a jamais été confirmée. D'autres rumeurs expliquent que le titre The Way You Make Me Feel aurait pu être remplacé par You Rock My World à certaines dates, mais encore une fois rien n'a été confirmé.
- Durant cette tournée, Michael Jackson aurait presque pu fêter son 51e anniversaire sur scène, à l'image du 29 août 1997 durant le HIStory World Tour.
- À l'origine, la chanson State of Shock était programmée mais n'a jamais été répétée et a même été retirée de la programmation, à l'image de Remember the Time, One Day In Your Life, ou encore Girlfriend.

## Programme
1. Wanna Be Startin' Somethin' (avec un extrait de Speechless)
2. Jam (avec un extrait de Another Part Of Me)
3. The Drill (avec des extraits de Bad, Dangerous et Mind Is Magic)
4. They Don't Care About Us (avec des extraits de HIStory, She Drives Me Wild et Why You Wanna Trip On Me)
5. Stranger In Moscow
6. Human Nature
7. Smooth Criminal
8. The Way You Make Me Feel
9. Jackson 5 Medley :
  - I Want You Back
  - The Love You Save
  - I'll Be There
10. Shake Your Body (Down To The Ground)
11. Off The Wall Medley :
  - Rock With You
  - Don't Stop 'Til You Get Enough
12. I Just Can't Stop Loving You (en duo avec Judith Hill)
13. Who Is It (interlude)
14. Dangerous (avec des extraits de Morphine, 2000 Watts, This Place Hotel, Stranger in Moscow, Smooth Criminal, You Want This)
15. Black Or White
16. Dirty Diana
17. Beat It
18. Thriller (avec un extrait de Ghosts et Threatened)
19. Earth Song
20. We Are The World
21. Heal The World
22. You Are Not Alone
23. Billie Jean
24. Will You Be There
25. Man In The Mirror

## Liste des concerts
| Date               | Ville             | Pays              | Lieu              | Affluence         |
| 1re Partie (2009)  | 1re Partie (2009) | 1re Partie (2009) | 1re Partie (2009) | 1re Partie (2009) |
| ------------------ | ----------------- | ----------------- | ----------------- | ----------------- |
| 13 juillet 2009    | Londres           | Royaume-Uni       | O2 Arena          | Complet           |
| 14 juillet 2009    | Londres           | Royaume-Uni       | O2 Arena          | Complet           |
| 16 juillet 2009    | Londres           | Royaume-Uni       | O2 Arena          | Complet           |
| 18 juillet 2009    | Londres           | Royaume-Uni       | O2 Arena          | Complet           |
| 22 juillet 2009    | Londres           | Royaume-Uni       | O2 Arena          | Complet           |
| 24 juillet 2009    | Londres           | Royaume-Uni       | O2 Arena          | Complet           |
| 26 juillet 2009    | Londres           | Royaume-Uni       | O2 Arena          | 120000            |
| 28 juillet 2009    | Londres           | Royaume-Uni       | O2 Arena          | Complet           |
| 30 juillet 2009    | Londres           | Royaume-Uni       | O2 Arena          | Complet           |
| 1er août 2009      | Londres           | Royaume-Uni       | O2 Arena          | Complet           |
| 3 août 2009        | Londres           | Royaume-Uni       | O2 Arena          | Complet           |
| 10 août 2009       | Londres           | Royaume-Uni       | O2 Arena          | Complet           |
| 12 août 2009       | Londres           | Royaume-Uni       | O2 Arena          | Complet           |
| 17 août 2009       | Londres           | Royaume-Uni       | O2 Arena          | Complet           |
| 19 août 2009       | Londres           | Royaume-Uni       | O2 Arena          | Complet           |
| 24 août 2009       | Londres           | Royaume-Uni       | O2 Arena          | Complet           |
| 26 août 2009       | Londres           | Royaume-Uni       | O2 Arena          | Complet           |
| 28 août 2009       | Londres           | Royaume-Uni       | O2 Arena          | Complet           |
| 30 août 2009       | Londres           | Royaume-Uni       | O2 Arena          | Complet           |
| 1er septembre 2009 | Londres           | Royaume-Uni       | O2 Arena          | Complet           |
| 3 septembre 2009   | Londres           | Royaume-Uni       | O2 Arena          | Complet           |
| 6 septembre 2009   | Londres           | Royaume-Uni       | O2 Arena          | Complet           |
| 8 septembre 2009   | Londres           | Royaume-Uni       | O2 Arena          | Complet           |
| 10 septembre 2009  | Londres           | Royaume-Uni       | O2 Arena          | Complet           |
| 21 septembre 2009  | Londres           | Royaume-Uni       | O2 Arena          | Complet           |
| 23 septembre 2009  | Londres           | Royaume-Uni       | O2 Arena          | Complet           |
| 27 septembre 2009  | Londres           | Royaume-Uni       | O2 Arena          | Complet           |
| 29 septembre 2009  | Londres           | Royaume-Uni       | O2 Arena          | Complet           |
| 2e Partie (2010)   |                   |                   |                   |                   |
| 7 janvier 2010     | Londres           | Royaume-Uni       | O2 Arena          | Complet           |
| 9 janvier 2010     | Londres           | Royaume-Uni       | O2 Arena          | Complet           |
| 12 janvier 2010    | Londres           | Royaume-Uni       | O2 Arena          | Complet           |
| 14 janvier 2010    | Londres           | Royaume-Uni       | O2 Arena          | Complet           |
| 16 janvier 2010    | Londres           | Royaume-Uni       | O2 Arena          | Complet           |
| 18 janvier 2010    | Londres           | Royaume-Uni       | O2 Arena          | Complet           |
| 23 janvier 2010    | Londres           | Royaume-Uni       | O2 Arena          | Complet           |
| 25 janvier 2010    | Londres           | Royaume-Uni       | O2 Arena          | Complet           |
| 27 janvier 2010    | Londres           | Royaume-Uni       | O2 Arena          | Complet           |
| 29 janvier 2010    | Londres           | Royaume-Uni       | O2 Arena          | Complet           |
| 1er février 2010   | Londres           | Royaume-Uni       | O2 Arena          | Complet           |
| 8 février 2010     | Londres           | Royaume-Uni       | O2 Arena          | Complet           |
| 10 février 2010    | Londres           | Royaume-Uni       | O2 Arena          | Complet           |
| 12 février 2010    | Londres           | Royaume-Uni       | O2 Arena          | Complet           |
| 16 février 2010    | Londres           | Royaume-Uni       | O2 Arena          | Complet           |
| 18 février 2010    | Londres           | Royaume-Uni       | O2 Arena          | Complet           |
| 20 février 2010    | Londres           | Royaume-Uni       | O2 Arena          | Complet           |
| 22 février 2010    | Londres           | Royaume-Uni       | O2 Arena          | Complet           |
| 24 février 2010    | Londres           | Royaume-Uni       | O2 Arena          | Complet           |
| 1er mars 2010      | Londres           | Royaume-Uni       | O2 Arena          | Complet           |
| 3 mars 2010        | Londres           | Royaume-Uni       | O2 Arena          | Complet           |
| 6 mars 2010        | Londres           | Royaume-Uni       | O2 Arena          | Complet           |

## Équipe

### Artiste principal
- Michael Jackson : chanteur, danseur, directeur artistique, acteur, chorégraphe.

### Groupe
- Dorian Holley
- Judith Hill
- Darryl Phinnesse
- Ken Stacey

### Choristes
- Orianthi Panagaris : guitare principale
- Thomas Organ : guitare rythmique
- Alex Al : guitare basse
- Jonathan Moffett : batterie
- Michael Bearden : claviers, directeur musical
- Morris Pleasure : claviers
- Roger Bashiri Johnson : percussion

### Danseurs
- Nicholas Bass
- Daniel Celebre (Da FunkyMystic)
- Mekia Cox
- Chris Grant (Kriyss Grant)
- Misha Hamilton Gabriel
- Shannon Holtzapffel
- Devin Jamieson
- Charles Klapow
- Ricardo Reid (Dres Reid)
- Danielle Rueda Watts
- Tyne Stecklein
- Timor Steffens
- HaalL' Bassss

### Production
- Promoteur : AEG Live
- Producteur : Kenny Ortega
- Producteur délégué : Alif Sankey
- Directeur artistique : Michael Cotten
- Production design : Michael Curry

## Équipe technique
- Chorégraphe : Travis Payne
- Assistants chorégraphes : Stacy Walker, Tony Testa, Brahim Rachiki
- Éclairage : Patrick Woodroffe
- Coaching danse : David Elsewhere
- Responsable casting : Gregg Smith
- Coiffure et maquillage : Karen Faye
- Costumier : Michael Bush